# Copa Chile 2013/14
De Copa Chile 2013/14 was het 36ste seizoen waarin werd gestreden om de nationale voetbalbeker in Chili. De eerste wedstrijd van het bekertoernooi werd gespeeld op 25 juni 2013. De finale vond plaats op 22 januari 2014. De winnaar plaatste zich voor de Copa Sudamericana 2014. Het toernooi werd gewonnen door Deportes Iquique.

## Kalender
| Ronde        | Date                              |
| ------------ | --------------------------------- |
| Groepsfase   | 25 juni 2013 14 augustus 2013     |
| 2e ronde     | 7 september 2013 13 oktober 2013  |
| Kwartfinale  | 12 november 2013 20 november 2013 |
| Halve finale | 8 januari 2014 15 januari 2014    |
| Finale       | 22 januari 2014                   |

## Groepsfase
De eerste twee uit elke groep gaan door naar de kwartfinale.

### Groep 1
| Team                 | AW | G | G | V | DV | DT | DS | Pnt |
| -------------------- | -- | - | - | - | -- | -- | -- | --- |
| Deportes Concepción  | 6  | 2 | 4 | 0 | 10 | 6  | +4 | 10  |
| Deportes Temuco      | 6  | 3 | 1 | 2 | 8  | 6  | +2 | 10  |
| Ñublense             | 6  | 1 | 3 | 2 | 11 | 14 | -3 | 6   |
| Universidad de Chile | 6  | 1 | 2 | 3 | 8  | 11 | -3 | 5   |

|               | UCHI | ÑUBL | DCON | DTEM |
| ------------- | ---- | ---- | ---- | ---- |
| U. de Chile   |      | 2–2  | 2–2  | 0–1  |
| Ñublense      | 4–2  |      | 1–1  | 1–3  |
| D. Concepción | 2–1  | 2–2  |      | 3–0  |
| D. Temuco     | 0–1  | 4–1  | 0–0  |      |

### Groep 2
| Team                         | AW | G | G | V | DV | DT | DS | Pnt |
| ---------------------------- | -- | - | - | - | -- | -- | -- | --- |
| CD Universidad de Concepción | 6  | 2 | 4 | 0 | 7  | 3  | +4 | 10  |
| Huachipato                   | 6  | 2 | 4 | 0 | 5  | 3  | +2 | 10  |
| Lota Schwager                | 6  | 0 | 5 | 1 | 4  | 5  | -1 | 5   |
| Naval                        | 6  | 0 | 3 | 3 | 4  | 9  | -5 | 3   |

|                  | HUAC | NAVA | UCON | LSCH |
| ---------------- | ---- | ---- | ---- | ---- |
| Huachipato       |      | 1–0  | 1–1  | 0–0  |
| Naval            | 0–1  |      | 1–1  | 1–1  |
| U. de Concepción | 1–1  | 3–0  |      | 0–0  |
| Lota S.          | 1–1  | 2–2  | 0–2  |      |

### Groep 3
| Team           | AW | G | G | V | DV | DT | DS | Pnt |
| -------------- | -- | - | - | - | -- | -- | -- | --- |
| O'Higgins      | 6  | 4 | 0 | 2 | 10 | 5  | +5 | 12  |
| Curicó Unido   | 6  | 2 | 2 | 2 | 6  | 6  | 0  | 8   |
| Audax Italiano | 6  | 2 | 2 | 2 | 8  | 9  | -1 | 8   |
| Magallanes     | 6  | 1 | 2 | 3 | 6  | 10 | -4 | 5   |

|            | OHIG | AUDI | MAGA | CURI |
| ---------- | ---- | ---- | ---- | ---- |
| O'Higgins  |      | 0–1  | 0–1  | 1–0  |
| Audax I.   | 0–4  |      | 2–2  | 1–1  |
| Magallanes | 1–2  | 1–4  |      | 1–1  |
| Curicó U.  | 2–3  | 1–0  | 1–0  |      |

### Groep 4
| Team                 | AW | G | G | V | DV | DT | DS | Pnt |
| -------------------- | -- | - | - | - | -- | -- | -- | --- |
| Universidad Católica | 6  | 4 | 2 | 0 | 12 | 5  | +7 | 14  |
| Palestino            | 6  | 3 | 1 | 2 | 10 | 8  | +2 | 10  |
| Unión Española       | 6  | 1 | 2 | 3 | 11 | 13 | -2 | 5   |
| Barnechea            | 6  | 1 | 1 | 4 | 6  | 13 | -7 | 4   |

|             | UCAT | UESP | PALE | BARN |
| ----------- | ---- | ---- | ---- | ---- |
| U. Católica |      | 2–1  | 0–0  | 4–0  |
| U. Española | 2–2  |      | 3–0  | 2–3  |
| Palestino   | 1–2  | 5–2  |      | 2–0  |
| Barnechea   | 1–2  | 1–1  | 1–2  |      |

### Groep 5
| Team             | AW | G | G | V | DV | DT | DS | Pnt |
| ---------------- | -- | - | - | - | -- | -- | -- | --- |
| Colo-Colo        | 6  | 4 | 1 | 1 | 12 | 5  | +7 | 13  |
| Unión San Felipe | 6  | 3 | 3 | 0 | 12 | 8  | +4 | 12  |
| Santiago Morning | 6  | 1 | 1 | 4 | 3  | 8  | -5 | 4   |
| Rangers          | 6  | 0 | 3 | 3 | 2  | 8  | -6 | 3   |

|               | COLO | USFE | SMOR | RANG |
| ------------- | ---- | ---- | ---- | ---- |
| Colo-Colo     |      | 2–3  | 1–0  | 2–0  |
| U. San Felipe | 2–2  |      | 2–1  | 1–1  |
| S. Morning    | 0–2  | 1–3  |      | 1–0  |
| Rangers       | 0–3  | 1–1  | 0–0  |      |

### Groep 6
| Team               | AW | G | G | V | DV | DT | DS | Pnt |
| ------------------ | -- | - | - | - | -- | -- | -- | --- |
| Everton            | 6  | 4 | 0 | 2 | 7  | 4  | +3 | 12  |
| San Luis           | 6  | 3 | 2 | 1 | 7  | 5  | +2 | 11  |
| Santiago Wanderers | 6  | 3 | 1 | 2 | 12 | 8  | +4 | 10  |
| Unión La Calera    | 6  | 0 | 1 | 5 | 3  | 12 | -9 | 1   |

|              | EVER | SWAN | ULCA | SLUI |
| ------------ | ---- | ---- | ---- | ---- |
| Everton      |      | 2–0  | 2–0  | 0–1  |
| S. Wanderers | 1–2  |      | 3–1  | 1–1  |
| U. La Calera | 0–1  | 1–4  |      | 0–1  |
| San Luis     | 2–0  | 1–3  | 1–1  |      |

### Groep 7
| Team               | AW | G | G | V | DV | DT | DS | Pnt |
| ------------------ | -- | - | - | - | -- | -- | -- | --- |
| Coquimbo Unido     | 6  | 3 | 2 | 1 | 6  | 2  | +4 | 11  |
| Cobresal           | 6  | 2 | 3 | 1 | 8  | 5  | +3 | 9   |
| Deportes Copiapó   | 6  | 1 | 3 | 2 | 5  | 9  | -4 | 6   |
| Deportes La Serena | 6  | 1 | 2 | 3 | 5  | 8  | -3 | 5   |

|              | DLSE | COQU | CSAL | DCOP |
| ------------ | ---- | ---- | ---- | ---- |
| D. La Serena |      | 0–2  | 1–1  | 1–1  |
| Coquimbo U.  | 0–2  |      | 1–0  | 3–0  |
| Cobresal     | 2–1  | 0–0  |      | 4–1  |
| D. Copiapó   | 2–0  | 0–0  | 1–1  |      |

### Groep 8
| Team                | AW | G | G | V | DV | DT | DS | Pnt |
| ------------------- | -- | - | - | - | -- | -- | -- | --- |
| Cobreloa            | 6  | 4 | 2 | 0 | 10 | 4  | +6 | 14  |
| Deportes Iquique    | 6  | 3 | 1 | 2 | 12 | 8  | +4 | 10  |
| CD Antofagasta      | 6  | 2 | 1 | 3 | 5  | 10 | -5 | 7   |
| San Marcos de Arica | 6  | 0 | 2 | 4 | 5  | 10 | -5 | 2   |

|                | CLOA | SMAR | DIQU | DANT |
| -------------- | ---- | ---- | ---- | ---- |
| Cobreloa       |      | 1–0  | 3–3  | 1–0  |
| San Marcos     | 1–1  |      | 0–2  | 2–2  |
| D. Iquique     | 0–1  | 3–2  |      | 4–0  |
| CD Antofagasta | 0–3  | 1–0  | 2–0  |      |

## Tweede Ronde
| Team 1                 | Tot.         | Team 2                       | 1e wedstr. | 2e wedstr. |
| ---------------------- | ------------ | ---------------------------- | ---------- | ---------- |
| CD O'Higgins           | 6–1          | Palestino                    | 5–0        | 1–1        |
| Deportes Concepción    | 1–1 (3-4pen) | CD Huachipato                | 0–0        | 1–1        |
| Deportes Temuco        | 0–0 (5-3pen) | CD Universidad de Concepción | 0–0        | 0–0        |
| Unión San Felipe       | 1–1 (5-4pen) | Everton                      | 1–0        | 0–1        |
| San Luis               | 6–3          | Colo-Colo                    | 4–3        | 2–0        |
| Coquimbo Unido         | 2–5          | Deportes Iquique             | 0–2        | 2–3        |
| Club Deportes Cobresal | 2–2 (3-1pen) | Cobreloa                     | 0–0        | 2–2        |
| Curicó Unido           | 1–3          | Universidad Católica         | 1–1        | 0–2        |

## Kwartfinale
| Team 1                 | Tot.       | Team 2               | 1e wedstr. | 2e wedstr. |
| ---------------------- | ---------- | -------------------- | ---------- | ---------- |
| Deportes Temuco        | 0–6        | CD Huachipato        | 0–4        | 0–2        |
| Club Deportes Cobresal | 0–2        | Deportes Iquique     | 0–1        | 0–1        |
| Unión San Felipe       | 4–3        | San Luis             | 1–1        | 3–2        |
| CD O'Higgins           | 3–3 (4-5p) | Universidad Católica | 2–1        | 1–2        |

## Halve finale
| Team 1           | Tot. | Team 2               | 1e wedstr. | 2e wedstr. |
| ---------------- | ---- | -------------------- | ---------- | ---------- |
| CD Huachipato    | 3-1  | Universidad Católica | 1-0        | 2-1        |
| Unión San Felipe | 0-3  | Deportes Iquique     | 0-2        | 0-1        |

## Finale
|               |               |     |                                                |                                                                                   |
| 16 april 2014 | CD Huachipato | 1–3 | Deportes Iquique                               | Estadio Monumental David Arellano Toeschouwers: 4,950 Scheidsrechter: J. Bascuñan |
| 16 april 2014 | Arrué 73'     |     | 4' Villalobos, 12' (e.d.) Corvetto 86' Pinares | Estadio Monumental David Arellano Toeschouwers: 4,950 Scheidsrechter: J. Bascuñan |